# Escut de Sant Pere de Ribes
L'escut oficial de Sant Pere de Ribes té el següent blasonament:
Escut caironat partit: al 1r, d'atzur, un castell obert d'or; el 2n, faixat de 8 peces d'or i de gules. Per timbre, una corona mural de poble.

## Història
Va ser aprovat el 25 de juliol del 2002 i publicat al DOGC el 8 d'agost del mateix any amb el número 3695.
El poble va néixer al voltant del castell de Ribes, d'origen islàmic, que fou comprat pels bisbes de Barcelona l'any 990; aquest és el castell representat a l'escut. A la segona partició apareix el faixat d'or i de gules tradicional dels escuts d'armes de Sant Pere de Ribes, que no se sap del cert a què fa referència.

## Escuts anteriors
Sant Pere de Ribes ha tingut altres escuts abans que l'actualment vigent.
El primer escut del qual es té constància es troba al Portal de les Ànimes de l'Església Vella. L'església data del 1664.
Els escuts anteriors tenien les quatre faixes a la primera partició (actualment és un faixat de 8 peces d'or i gules) i el castell a la segona. La forma de l'escut també ha variat; el 1929 era caironat, com l'actual.
L'escut anterior a l'actual ha estat l'utilitzat fins al 8 d'agost del 2002, però encara se'n poden veure a la Casa de la Vila, a la vestimenta dels Gegants de Ribes, al ceptrot de la diablessa del Ball de Diables de Ribes i a moltes camises dels balladors dels balls populars de Ribes, tant a la Festa Major de Sant Pau el 25 de gener com a la de Sant Pere el 29 de juny.

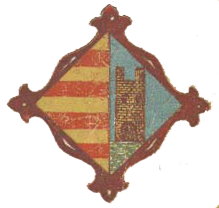
Escut del 1929, aparegut en un programa de la Festa Major
Versió de l'escut utilitzat fins al 2002